# Kostel svatého Bartoloměje (Kocelovice)
Kostel svatého Bartoloměje v Kocelovicích je filiální kostel římskokatolické farnosti Blatná, chráněný jako kulturní památka. Památková ochrana se vztahuje na celý areál, včetně hřbitovní ohradní zdi.

## Historie
První písemná zmínka o kostele, resp. o zdejší farnosti, pochází z roku 1360. Byl postaven začátkem 14. století, a to v gotickém stylu. Koncem 14. století byl kostel rozšířen. V roce 1725 proběhla barokní úprava.

## Popis
Kostel má archaický vzhled i uspořádání. Je jednolodní, ke kostelu je přistavěna dřevěná zvonice na zděné podezdívce (z druhé poloviny 18. století). Pětiboké kněžiště (bez vnějších opěráků) je zaklenuto křížovou klenbou. Okolo kostela, resp. hřbitova, je ohradní zeď se zbytky opevnění. Hřbitovní zeď údajně obsahovala střílny, ale pokud tomu tak bylo, byly v letech 1989–1990 bez průzkumu zakryty novou fasádou.

### Interiér
Na hlavním oltáři je dřevěná pozdně gotická (z počátku 16. století) soška Madony. V severní stěně kněžiště se nachází kamenný sanktuář. V chrámové lodi je barokní krucifix (Kristus na kříži). Pseudogotické zařízení kostela pochází z roku 1902. V podvěží je fragment kamenné křtitelnice.